# Yulong mini
Yulong mini é uma espécie de dinossauro da família Oviraptoridae. É a única espécie descrita para o gênero Yulong. Seus restos fósseis foram encontrados na formação Qiupa, província de Henan, China, e datado do Cretáceo Superior.